# Ján Tabaček
Ján Tabaček (14. února 1927 Bytča – 8. ledna 2006) byl slovenský a československý politik KSČ, v době pražského jara a počátku normalizace ministr zahraničního obchodu Československé socialistické republiky.

## Biografie
V roce 1959 absolvoval Vysokou školu ekonomickou v Bratislavě. Pracoval v Závodech 29. augusta v Nových Zámcích. Do roku 1968 pak zastával vedoucí hospodářské funkce v průmyslových podnicích na Slovensku. Byl ředitelem závodu Turčianske strojárne v Martině nebo generálním ředitelem závodu na výrobu ložisek v Považské Bystrici. V březnu 1968 se stal 1. náměstkem ministra těžkého průmyslu. V letech 1963–1970 se uvádí jako účastník zasedání Ústředního výboru Komunistické strany Slovenska, byl členem ÚV KSS a členem předsednictva Československé obchodní komory.
V lednu 1969 získal vládní post v československé druhé vládě Oldřicha Černíka jako ministr zahraničního obchodu. Portfolio si udržel do září 1969.